# Albert Kayser
Albert Kayser, né le 28 novembre 1898 à Stettin et mort le 18 octobre 1944 dans le camp de concentration de Buchenwald, est un ouvrier, syndicaliste, homme politique et résistant allemand.

## Biographie
Il travaille d'abord dans une usine de production de gaz à Berlin, où il se syndique. Il adhère au Parti social-démocrate indépendant, puis en 1921 au tout nouveau Parti communiste (KPD). En 1921 également, il travaille comme ouvrier pour Siemens, et y devient membre du comité d'entreprise. Il est licencié par l'entreprise en 1923 pour avoir pris part à une grève. Il trouve alors un emploi à la Berliner Straßenbahn, la Société des tramways de Berlin,,.
Aux élections législatives allemandes de juillet 1932, il entre au Reichstag de la  république de Weimar comme député de Berlin. Il est l'un des organisateurs de la grève des transports publics à Berlin en novembre 1932, et est réélu député aux élections anticipées ce même mois. Ces élections amènent au pouvoir en janvier un gouvernement de coalition mené par les nazis, avec Adolf Hitler pour chancelier. L'incendie du Reichstag le 27 février 1933 donne aux nazis le prétexte pour arrêter des milliers de communistes, et Albert Kayser est arrêté dès le 28 février et interné au camp de concentration de Sonnenburg,. Le même jour, le mandat parlementaire des députés communistes est annulé par décret par le gouvernement nazi.
Il est réélu aux élections de mars 1933, malgré la très grande violence et l'intimidation orchestrées par les nazis contre les militants et électeurs de gauche, mais aucun député communiste n'est autorisé à siéger, le Parti communiste est interdit le 6 mars, et le gouvernement nazi prend quelques jours plus tard les pleins pouvoirs,. Relâché le 23 décembre, Albert Kayser se joint à la résistance allemande au nazisme. 
Le 26 janvier 1935, il est arrêté par la Gestapo. Torturé pendant plusieurs jours (sa co-détenue Helene Glatzer (en) meurt sous la torture qui leur est infligée), il est condamné à mort pour haute trahison par le Volksgerichtshof, le tribunal politique du régime nazi. Face aux « protestations internationales » et alors que l'Allemagne se prépare à accueillir les Jeux olympiques d'été de 1936, sa peine est commuée en réclusion à perpétuité, et il est incarcéré à la prison de Brandebourg. Le 21 décembre 1943, il est transféré au camp de concentration de Buchenwald, où il meurt du typhus dix mois plus tard. 
Il est l'un des anciens députés commémorés par le Mémorial en souvenir des 96 membres du Reichstag assassinés par les nazis, devant le palais du Reichstag. Une Stolperstein (pierre mémorielle) lui est dédiée au 22 Groninger Straße à Berlin, son ancienne adresse. 